# Saverio Mercadante
Saverio Mercadante, född 17 september 1795 i Altamura, död 17 december 1870 i Neapel, var en italiensk kompositör.

## Biografi
Mercadante hade studerat för den gamle Niccolò Antonio Zingarelli och komponerade sin första opera 1817 efter påtryckningar av Rossini och sågs som Rossinis efterträdare i operan. Sitt internationella genombrott fick han med operan Il giuramento efter Meyerbeers stora framgångar med sin opera Les Huguenots varvid Mercadante kände sig sporrad att göra en opera i samma stora stil som fransk grand opéra. Han ville dock göra stora reformer i italiensk opera, exempelvis ta bort den banala cabalettan och variera formerna samt ha mindre crescendon, lägre tessitura, färre repetitioner, mer originalitet i kadenserna, större tyngdpunkt på dramat och rikare orkestration.
Han lyckades dock inte helt att få bort cabalettorna och föll tillbaka i sina gamla former under 1840-talet men störst lyckades han i operan La Vestale där det ej finns cabalettor och inga större arior, utan stora ensembler dominerar operan. Han var även banerförare för den mer lyckosamme Giuseppe Verdi som stal många idéer från Mercadante.
Senare i livet blev Mercadante helt blind men kunde ändå komponera, mest kyrkliga verk med hjälp av sina elever.

## Operor i urval
- Elisa e Claudio 30 oktober 1821 Scala Milano
- Caritea, Regina di Spagna 21 februari 1826 Teatro Fenice Venedig
- Gabriella di Vergy Augusti 1828 Teatro San Carlos Lissabon
- I Normanni a Parigi 7 februari 1832 Turin
- Emma d'Antiochia, Felice Romani, 1834 Venedig, Teatro La Fenice
- I Briganti 22 mars 1836 Théâtre Italien Paris
- Il giuramento 10 mars 1837 Scala Milano
- Elena da Feltre 1 januari 1837 Teatro San Carlo Neapel
- Il bravo 9 mars 1839 Scala Milano
- La Vestale 10 mars 1840 Teatro San Carlo Neapel
- Il reggente 2 februari 1843 Teatro Regio Turin
- Leonora 5 december 1844 Teatro Nuovo Neapel
- Orazi e Curiazi 10 november 1846 Teatro San Carlo Neapel